# Гаман, Адольф
Адо́льф Га́ман (также Га́манн и Ха́ман; нем. Adolf Hamann; 3 сентября 1885, Грос-Лаш, Мекленбург-Шверин, Германская империя — 30 декабря 1945, Брянск, СССР) — немецкий военный деятель, военный преступник, генерал-лейтенант (1944).
В период немецкой оккупации территории СССР во время Второй мировой войны Гаман был военным комендантом таких городов, как Орёл, Брянск и Бобруйск. Сдавшийся в советский плен вскоре после бегства из Бобруйска, он стал одним из главных подозреваемых в совершении военных преступлений против мирного населения и военнопленных на оккупированных территориях. В декабре 1945 года окружной военный трибунал в Брянске признал Гамана виновным в инкриминируемых ему преступлениях и приговорил к высшей мере наказания — смертной казни через повешение.

## Биография

### Начало военной службы
Адольф Гаман родился 3 сентября 1885 года на территории немецкой общины Грос-Лаш, входившей в состав великого герцогства Мекленбург-Шверин. 16 июля 1901 года он начал свою военную карьеру, вступив в 89-й гренадёрский Великого герцога Мекленбургского полк в Шверине. В составе этого подразделения Гаман находился свыше тридцати лет: 27 января 1904 года ему было присвоено звание ефрейтора, а в январе 1905 года он стал унтер-офицером. Ещё спустя три года, 3 марта 1908 года, Гамана произвели в сержанты, а 1 октября 1911 года — в фельдфебели.
Приняв участие в Первой мировой войне, в 1914 году Гаман стал кавалером Железного креста второго, а затем и первого класса. 16 февраля 1919 года он записался добровольцем в уже знакомый ему 89-й гренадёрский полк, а 7 августа этого же года был произведён в фенрихи и назначен на должность командира взвода. 7 августа 1919 года Гаман получил звание лейтенанта и был переведён в 17-й пехотный полк новообразованного рейхсвера в качестве адъютанта командующего. Новое назначение последовало 1 октября 1920 года: на сей раз в результате реорганизации 89-го полка в 1-ю роту 6-го пехотного полка Гаман перешёл в это подразделение. В составе 6-го полка 15 января следующего года он стал обер-лейтенантом, а 1 апреля 1923 года — капитаном и командиром роты.

### 1930-е
С 1 июля 1933 года, после получения звания майора, Гаман занимался штабной работой. С 1 июля по 1 октября 1934 года он командовал батальоном пехоты во Фленсбурге, затем встал во главе 3-го батальона Ноймюнстерского пехотного полка, который 15 октября 1935 года был переименован в 46-й пехотный полк. 1 марта 1936 года Гамана произвели в подполковники. С 1 февраля 1937 по 3 января 1939 года он руководил деятельностью полигона в восточнопрусском Штаблаке. На этом посту 1 августа 1938 года он получил звание полковника. Затем, с января 1939 года и вплоть до начала Второй мировой войны, Гаман находился во главе полигона Тиборлагер, расположенного к юго-западу от Швибуса.
После успешного для Германии вторжения в Польшу Гаман был назначен командиром одной из пограничных зон на оккупированной польской территории и оставался на этом посту до 8 января 1940 года, после чего принял командование резервным 3-м пехотным батальоном. Это формирование Гаман возглавлял до 25 июля 1941 года и уже 4 августа был назначен командиром 327-го полка 239-й пехотной дивизии. После разложения потерпевшей значительный урон в боях дивизии и её роспуска Гамана временно перевели в командный резерв. 1 апреля полковник был выведен из резерва и назначен командиром 666-го полка 370-й пехотной дивизии, дислоцировавшегося в Реймсе, на территории французской «Оккупированной зоны». Этот пост Гаман занимал на протяжении всего шести недель и 14 мая был снова отозван в резерв.

### Комендант Орла
«Пожилой такой дядька, седой, невысокого роста, полный. Я часто его видел, когда орловцев собирали возле комендатуры. Ездил Гаман по улице 7-го Ноября в открытой легковой машине. Ходил и пешком по Орлу, причём без охраны. В него и гранату можно было метнуть, и застрелить свободно»
Окончательно Гаман покинул резерв 1 июня 1942 года, когда, будучи произведённым в генерал-майоры, отправился в оккупированный немцами советский город Орёл, где занял пост военного коменданта и, по совместительству, командующего Орловским административным округом. Генералу быстро удалось наладить взаимодействие между оккупационными властями и местным населением, многие представители которого по ряду причин питали довольно негативное отношение к советской власти. Так, городское духовенство обратилось к Гаману с просьбой об открытии орловских православных храмов. Просьба была удовлетворена — первой после многолетнего перерыва возобновила работу Богоявленская церковь. За период своего комендантства, продлившийся чуть более года, немецкий генерал успел принять участие в ряде торжественных и праздничных мероприятий. Так, 25 июля 1942 года Гаман стал «самым почётным гостем» на детском празднике, устроенном директором начальной школы № 1: ученики школы преподнесли коменданту Орла букет цветов, а тот, в свою очередь, передал присутствующим привет от главнокомандующего и выразил благодарность всем педагогам и учащимся школы. Гаман принял участие и в праздновании так называемого «Дня освобождения» 4 октября 1942 года, выступив перед местным руководством и наиболее активными коллаборационистами в городском театре, а затем приняв участие в состоявшемся там же собрании.
В бытность Гамана комендантом Орла его подпись стояла под большинством указов и постановлений немецкой оккупационной администрации. В особенности это касалось вопроса о формировании коллаборационистских полицейских частей. Так, 23 декабря 1942 года Гаман издал приказ «о преобразовании народной милиции», уточняющий принятые прежде критерии для набора в полицию. Теперь командиров следовало выбирать «по физической пригодности, внешнему виду, соответствующему репутации с места жительства и с предыдущей работы. Командный состав должен быть примером». В состав так называемой народной стражи, которая несла службу в городе, рекомендовалось принимать мужчин, которыми можно было располагать вне их места жительства, а в состав уездной стражи — связанных по работе и семейному положению со своим местом жительства. Окончательное решение о вступлении в полицию каждого кандидата оставалось за местным комендантом. Данный указ также предполагал выдачу русским полицейским немецкой военной формы, что вскоре было приведено в исполнение. Другое распоряжение Гамана давало разрешение на получение представителями народной стражи «знаков отличия и особых знаков за хорошую стрельбу и хорошее поведение в боевых условиях». Приказ о нашивке знаков отдавался после предоставления соответствующих документов в военную комендатуру. Преждевременная нашивка знаков запрещалась.
Постановления, издаваемые комендантом, касались самых различных вопросов. Известно предписание Гамана, датированное мартом 1943 года, которое гласило: «Родив ребёнка от немецкого солдата, русская мать имеет право на алименты». Получив подтверждение со стороны отца, казна выплачивала женщине 30 марок в месяц. Другой его указ от 28 мая того же года обязывал сотрудников полиции вылавливать женскую молодёжь, скрывающуюся в сёлах, и насильно отправлять на работу в Германию. Всего за несколько дней до оставления немцами Орла комендантом был издан ещё один специальный приказ, в соответствии с которым всё население от 14 до 55 лет подлежало явке в лагеря, а оттуда — угону в тыл. Лица, отказавшиеся от добровольной явки, вылавливались и загонялись в лагеря силой, откуда впоследствии угонялись в неизвестном направлении.
К концу июля 1943 года, ввиду военных неудач вермахта в боях на Курской дуге и приближения советских частей к Орлу, отступление немцев из города стало неизбежным. 26 июля немцы оставили орловский плацдарм, а уже 5 августа Орёл был освобождён силами Красной армии. После этого Гаман на недолгий период стал комендантом Брянска — уже через месяц немцы были вынуждены покинуть и этот город. Последним населённым пунктом, комендантом которого был назначен генерал, стал Бобруйск.

### Комендант Бобруйска
Возглавляя военную комендатуру Бобруйска, Гаман имел задачу любой ценой удержать город от взятия его советскими войсками. В июне 1944 года последние вплотную подошли к предместьям Бобруйска, подвергнув их артиллерийскому обстрелу. На этом этапе охранным подразделениям Гамана во взаимодействии с регулярными немецкими частями удалось частично остановить наступление частей Красной Армии. Однако в дальнейшем сопротивлении советским частям немцы успеха не имели. Вечером 28 июня в Бобруйск поступил приказ, в соответствии с которым 383-я пехотная дивизия вместе с частями генерала Гамана, который с 20 июня по совместительству командовал 383-й дивизией, должна была удержать город, чтобы прикрыть отход остальных соединений. «Генерал Гаман сумел создать сильную круговую оборону», — впоследствии отмечал К. К. Рокоссовский в своих мемуарах. Дома были приспособлены под огневые точки, улицы — забаррикадированы, на перекрёстках были врыты танки, а подступы к городу заранее подверглись минированию. Несмотря на это, в ночь на 29 июня Гаман принял решение об оставлении Бобруйска для дальнейшего прорыва на северо-запад. Согласно советским данным, предварительно комендант приказал разрыть могилы казнённых жителей города, а их останки — сжечь, чтобы скрыть следы преступлений.
Вскоре после бегства из-под Бобруйска неподалёку от города Адольф Гаман сдался в советский плен в числе ещё двенадцати тысяч немецких военнослужащих. 17 июля 1944 года он стал одним из девятнадцати генералов вермахта, которые приняли участие в марше пленных немцев по Москве, вошедшем в историю как «Марш побеждённых». «Комендант Бобруйска и бывший комендант Орла. Палач и убийца. Десятки тысяч советских людей стали жертвами его злодеяний», — комментировал диктор появление Гамана в документальном фильме «Проконвоирование военнопленных немцев через Москву».

## Суд и казнь
Чрезвычайная государственная комиссия в своём сообщении «О злодеяниях немецко-фашистских захватчиков в городе Орле и Орловской области», опубликованном 7 сентября 1943 года, называла Адольфа Гамана в числе главных организаторов массовых убийств невинных мирных жителей. Летом 1945 года бобруйская областная комиссия о злодеяниях, совершённых немцами и их сообщниками в период оккупации, признала Гамана одним из прямых виновников истребления мирного населения Бобруйской области и военнопленных, а также причинения ущерба народному хозяйству. Судебный процесс над Гаманом и ещё несколькими немецкими военными деятелями состоялся в 1945 году в Брянске. Адольф Гаман, комендант тыловой области 532 генерал-лейтенант Фридрих Густав Бернхардт, а также обер-ефрейтор Карл-Теодор Штайн и ефрейтор Мартин-Адольф Лемлер обвинялись в серьёзных военных преступлениях. Согласно версии обвинения, по вине этих людей были повешены и расстреляны или доведены до голодной смерти 96 тысяч советских военнопленных и 130 тысяч гражданских лиц (из них только в Бобруйске в ноябре 1941 года — десятки тысяч евреев). На советских гражданах испытывалась убойная сила горчичного газа, их использовали в качестве «живых миноискателей». Около 218 тысяч человек были угнаны на работы в Германию, а десятки городов на оккупированных территориях подверглись разорению и разрушению.
По результатам судебного процесса военный трибунал Брянского гарнизона признал всех обвиняемых виновными в инкриминируемых им деяниях и 29 декабря 1945 года приговорил Гамана, Бернхардта и Лемлера к высшей мере наказания за совершённые ими преступления (Штайн был приговорён к 20 годам тюремного заключения). 30 декабря 1945 года приговор был приведён в исполнение: осуждённых принародно повесили на Театральной площади Брянска.

## Гаман в литературе
- Имя Адольфа Гамана упоминалось во многих мемуарах, посвящённых событиям Великой Отечественной войны, главным образом, в Белоруссии. В них генерал упоминается в отрицательном контексте — так, Юрий Плотников и Василий Гроссман называют его «палачом» мирного населения.

И вот начинает отвечать Адольф Гаман. Он необычайно объёмистый, низкорослый старик, с большим красным лицом и тяжелыми щеками. Гитлер наградил его не то девятью, не то одиннадцатью орденами и знаками отличия; они у него и на толстой груди, и на толстом животе, и на толстом боку, поэтому их трудно сосчитать.— В. С. Гроссман. «Годы войны»
Павел Трояновский оставил воспоминания о допросе Гамана после его пленения под Бобруйском:

Наш генерал его спросил: «Что же вы, господин Гаман, не покончили с собой? Ведь вы в своих собственных приказах изображали советский плен как предательство нации, родины. Утверждали, что большевистский плен это обязательная и мучительная смерть. А почему же сами предпочли плен?» Гаман лишь смотрит волком и молчит.— П. И. Трояновский. «На восьми фронтах»
- Известный еврейский (впоследствии — израильский) поэт Натан Альтерман посвятил Гаману критическое стихотворение, которое было впервые опубликовано в газете «Давар» 7 июля 1944 года. Сюжет его основан на созвучии имени генерала имени антиеврейского персонажа Ветхого Завета[24].
- В книге «Палачи Европы: Портреты и памфлеты», выпущенной Госполитиздатом в 1945 году, был опубликован отчасти посвящённый Гаману очерк П. Скосырева «Хамманы и актаны» (по словам автора очерка, слово «хамман» в освобождённом Орле приобрело нарицательный характер, став использоваться как ругательство). В ряд «палачей Европы», помимо Гамана, составители сборника включили таких известных деятелей, как Гитлер, Геббельс, Муссолини, Антонеску, Квислинг, Петен и другие. Очерк сопровождался иллюстрацией в виде карикатуры Бориса Ефимова на Гамана[25].